# 田心村 (洪水橋)

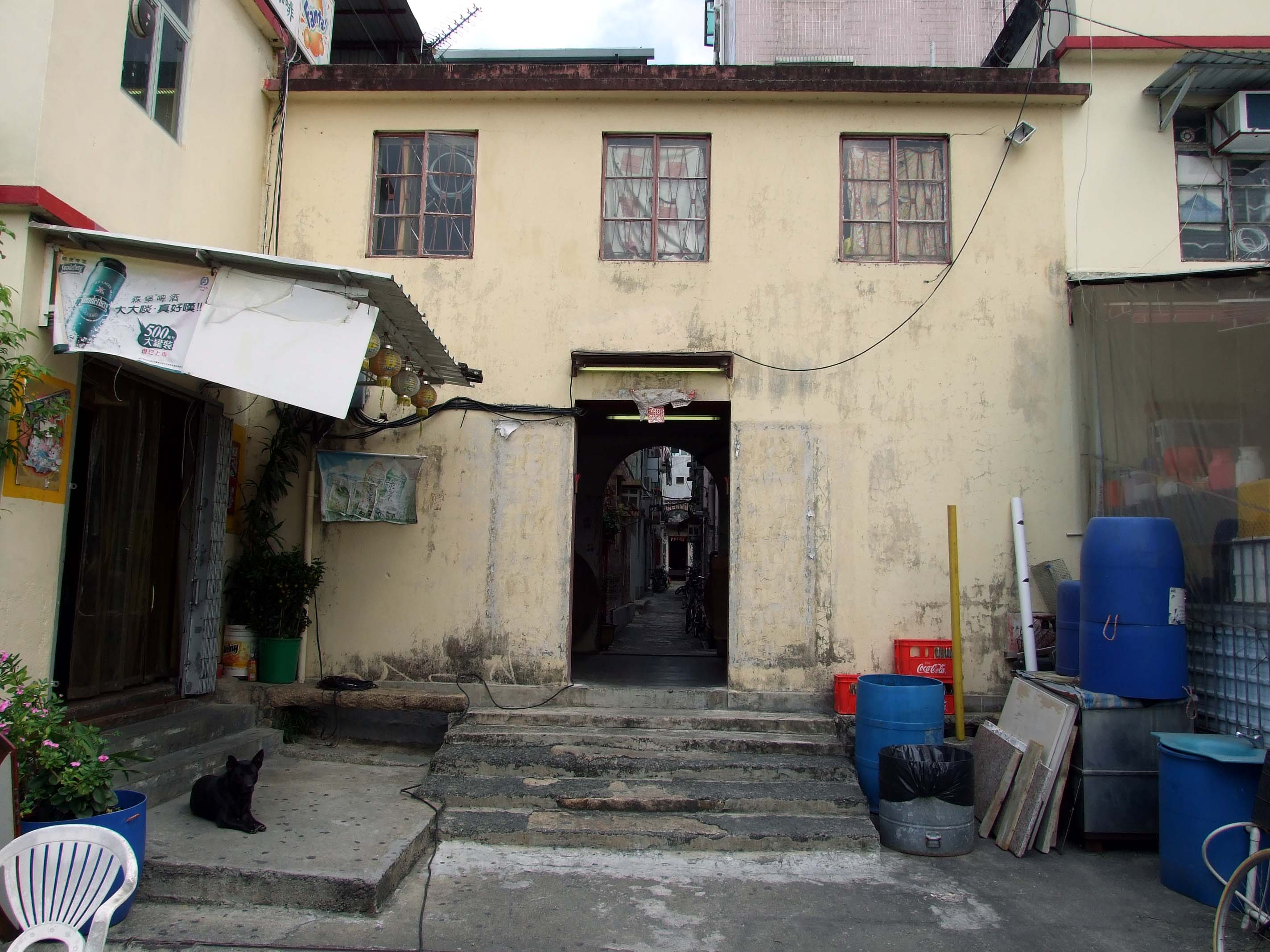
田心村圍門

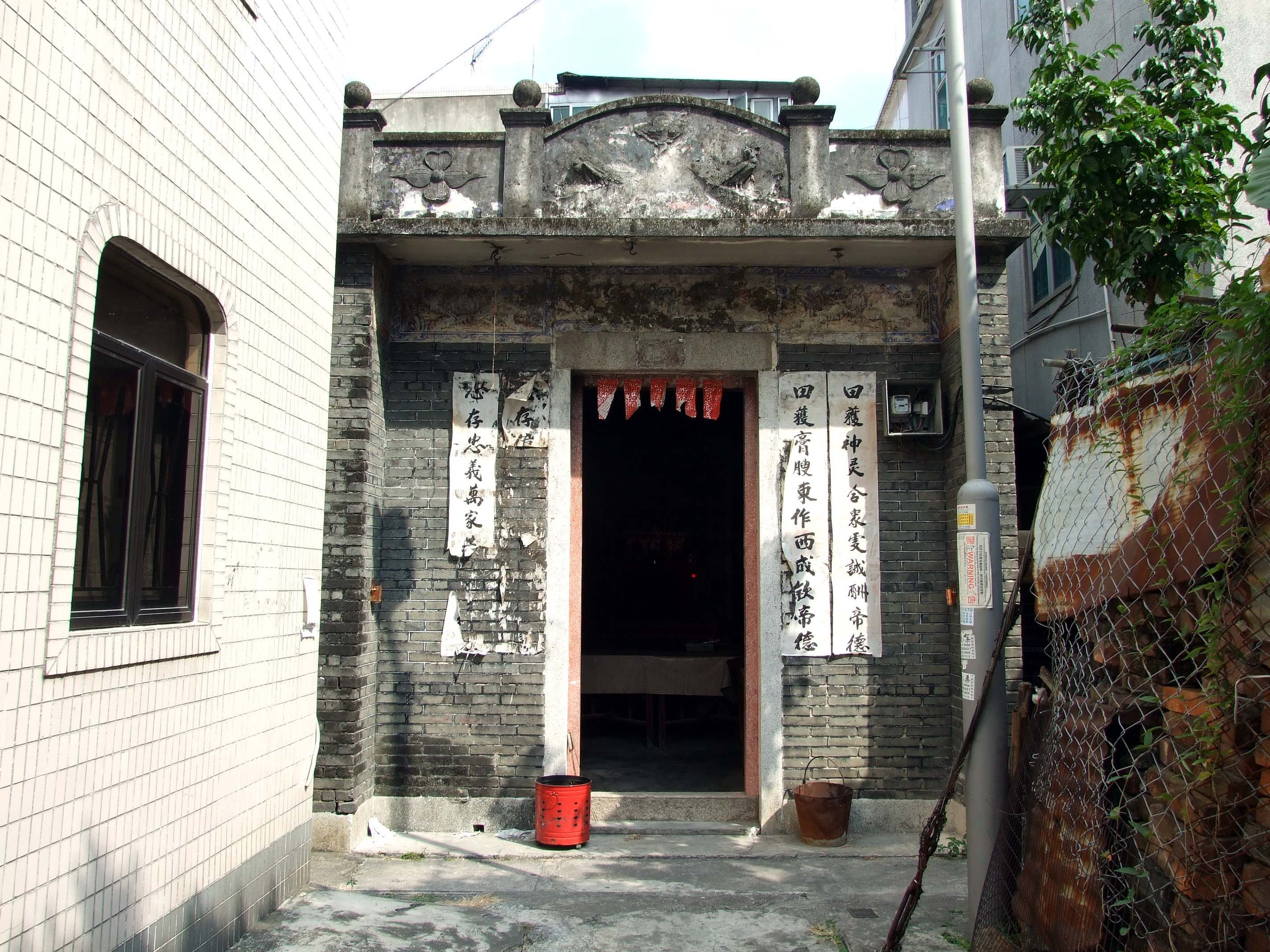
田心村內的村廟

田心村（英語：Tin Sam Tsuen），又名田心圍，是香港元朗區厦村洪水橋的一個圍村。

## 相關事件

### 村屋業主被謀殺案
2017年4月中，該村一村屋的租客發現業主失蹤多日，正擔憂其情況之時，卻發現該業主所處的房間內有一名倒臥的男子，並傳出臭味。警方初步調查發現，有關男子懷疑正是上述的業主，已死去數日，且頭部有被鈍器重擊的㾗跡（唯未能確定真正身份），列作謀殺案處理。據該村村民指出，業主並非於該村居住，唯近年有不少外來人士遷居至該村。後來，一名倪姓人士被控謀殺罪名，並於翌年11月在高等法院開審。

### 寮屋起火案
2020年7月，該村一間鐵皮寮屋起火，並迅速蔓延，牽連7個劏房戶共十餘名村民。消防接報後將火救熄，並發現一具男性屍體。據村民指出，死者本身患有智能障礙，平常有裸睡的習慣，難以呼喚他起床。

### 私家車乘客阻差辦公案
2020年9月，警員於該村對出的一段田廈路設置路障，其中一輛駛過的七人車被警方認為可疑而被截查。然而，車上5人當中，3人因拒絕出示身份證而被警員警告，但他們卻打開車門，向有關警員噴射疑似胡椒噴霧並逃走；而其餘2人則開車逃走，卻於離路障300米外的一個加油站被截停。其後，警方調查發現肇事車輛被套上假的車輛號牌，並以襲警及阻差辦公等罪名拘捕車上2人，而另外3人則遍尋未獲。

## 未來發展
關於洪水橋的發展早於2011年已經出現於香港政府的一份研究報告中。當時政府計劃將該地區以「門廊市鎮」的形式發展，當中包括該村在內的22條村落。縱然該村能夠得以保留，但因該計劃以屯馬綫（當時仍稱為「西鐵綫」）為界，以致部份原為該村的土地日後或會被夷為平地。
2021年《施政報告》提出將會發展包括洪水橋（亦即該村所位處之地）在內的數處新界北部地區，並稱之為「北部都會區」，以提供更多住宅及商業用地；而同年香港政府亦落實興建於《鐵路發展策略2014》中所提議的洪水橋站。該村村長在接受傳媒訪問時表示，希望該站能夠儘早落成，並指出該區宜作發展，以滿足香港市民的置業需求。

## 外部連結
- 居民代表選舉田心村（廈村）的劃定現有鄉村範圍（2019至2022年） （页面存档备份，存于）

22°26′07″N 113°59′31″E / 22.435152°N 113.991898°E